# 張如芝
張如芝（？—1641年），號雲眉，河南信陽州（今信阳市）人，明朝政治人物、同進士出身。

## 生平
天啓元年（1621年）辛酉科舉人，崇禎四年（1631年）辛未科進士，兵部观政，授德安府教授，六年升国子监博士，七年升南京户部主事，八年升福建司员外郎，九年升郎中，十四年授安慶府知府，未任而卒。